# 21. Zusatzartikel zur Verfassung der Vereinigten Staaten

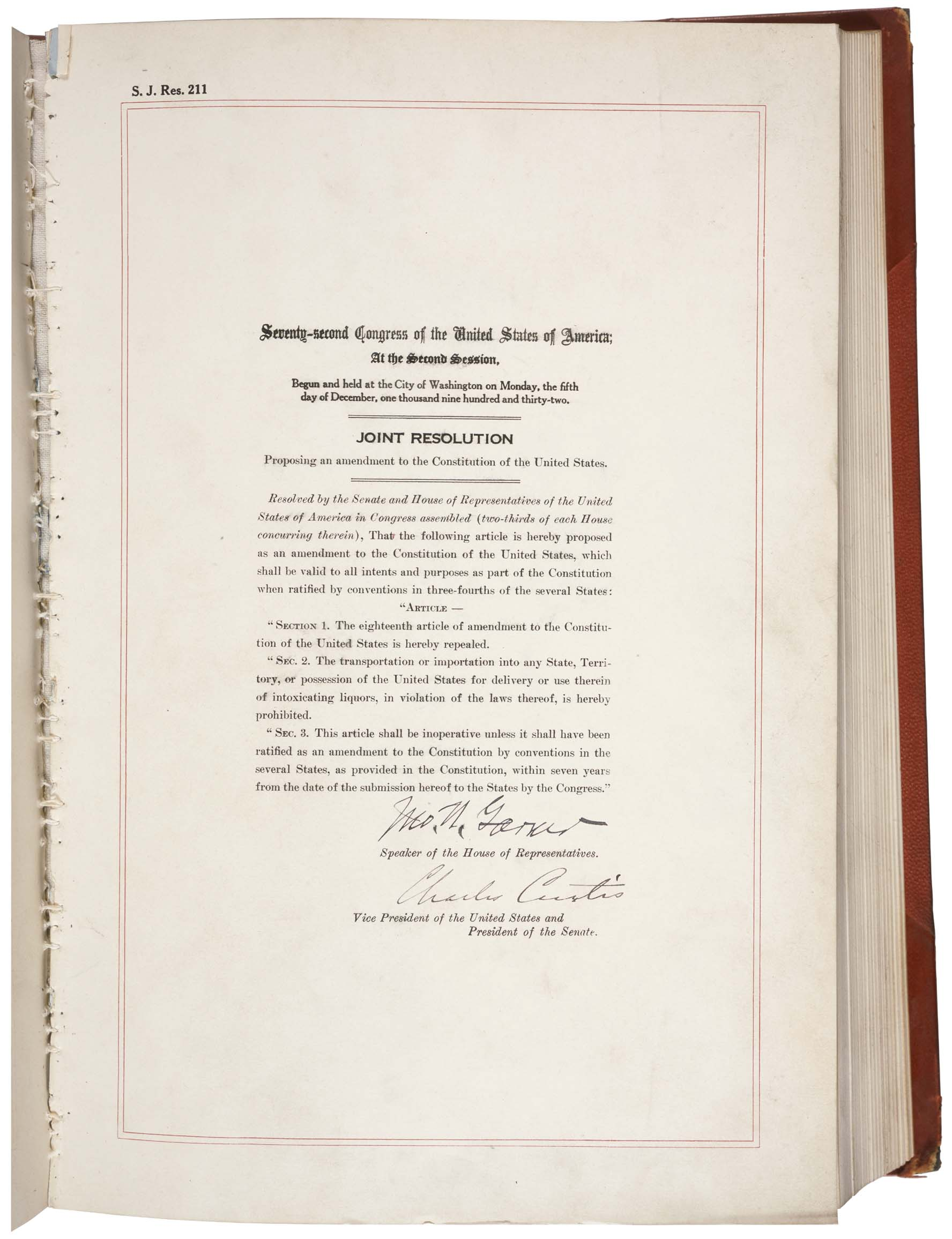
21. Zusatzartikel zur Verfassung der Vereinigten Staaten.

Der 21. Zusatzartikel zur Verfassung der Vereinigten Staaten von Amerika (englisch Twenty-first Amendment to the United States Constitution) hob die landesweit gültige Alkoholprohibition auf, die 1920 mit dem 18. Zusatzartikel in den USA eingeführt worden war. Er wurde am 20. Februar 1933 vom Kongress verabschiedet, am 5. Dezember 1933 hatten ausreichend Ratifizierungskonvente in den Bundesstaaten ihn ratifiziert. Er wurde als bisher einziger Zusatzartikel nicht von den Parlamenten der Einzelstaaten, sondern von speziell zu diesem Zweck gewählten Versammlungen ratifiziert; dieses Verfahren wurde gewählt, da der Einfluss der Anti-Alkohol-Aktivisten auf viele Abgeordnete und Parteiführungen in den Einzelstaaten immer noch sehr stark war; man setzte daher (letztlich erfolgreich) auf die „schweigende Mehrheit“, deren Meinung inzwischen gegen die Prohibition umgeschlagen war.

## Abschnitt 1

### Englisch
The eighteenth article of amendment to the Constitution of the United States is hereby repealed.

### Deutsch
Der 18. Zusatz zur Verfassung der Vereinigten Staaten ist hiermit aufgehoben.

## Abschnitt 2

### Englisch
The transportation or importation into any State, Territory, or possession of the United States for delivery or use therein of intoxicating liquors, in violation of the laws thereof, is hereby prohibited.

### Deutsch
Der Transport oder Import von berauschenden Getränken zum Zweck des Vertriebs oder Konsums in einen Bundesstaat, ein Territorium oder eine Besitzung der Vereinigten Staaten ist verboten, sofern er gegen die dortigen Gesetze verstößt.

## Abschnitt 3

### Englisch
This article shall be inoperative unless it shall have been ratified as an amendment to the Constitution by conventions in the several States, as provided in the Constitution, within seven years from the date of the submission hereof to the States by the Congress.

### Deutsch
Dieser Verfassungszusatz bleibt ungültig, wenn er nicht binnen sieben Jahren nach seiner Bekanntgabe an die Bundesstaaten durch den Kongress von Verfassungsversammlungen in den einzelnen Staaten als Ergänzung zur Verfassung bestätigt wird.

## Bedeutung
Neben der Abschaffung der landesweit gültigen Prohibition enthält der Verfassungszusatz einen wesentlichen weiteren Punkt. Die Gesetzgebung zum Alkoholkonsum wurde vom Bund wieder an die einzelnen Bundesstaaten zurückgegeben. In Abschnitt 2 wird ausdrücklich auf die Gesetzgebung der einzelnen Bundesstaaten verwiesen. So ergab sich eine noch heute von Bundesstaat zu Bundesstaat verschiedene Gesetzgebung zum Umgang mit berauschenden Getränken – Mississippi schaffte als letzter Bundesstaat erst 1966 die Prohibition vollständig ab, und in einzelnen Städten und Countys verschiedener Staaten ist sie bis heute in Kraft, sogenannte Dry Counties. Die Bestärkung der Autonomie der Bundesstaaten schlägt sich auch in Abschnitt 3 nieder. Dort wird darauf verwiesen, dass Versammlungen in den einzelnen Staaten den Verfassungszusatz bestätigen müssen. Das verfassungsgemäße Vorgehen wird stark betont.

## Ratifizierung
Der Zusatzartikel wurde von den einzelnen Bundesstaaten wie folgt ratifiziert:
- Michigan: 10. April 1933
- Wisconsin: 25. April 1933
- Rhode Island: 8. Mai 1933
- Wyoming: 25. Mai 1933
- New Jersey: 1. Juni 1933
- Delaware: 24. Juni 1933
- Indiana: 26. Juni 1933
- Massachusetts: 26. Juni 1933
- New York: 27. Juni 1933
- Illinois: 10. Juli 1933
- Iowa: 10. Juli 1933
- Connecticut: 11. Juli 1933
- New Hampshire: 11. Juli 1933
- Kalifornien: 24. Juli 1933
- West Virginia: 25. Juli 1933
- Arkansas: 1. August 1933
- Oregon: 7. August 1933
- Alabama: 8. August 1933
- Tennessee: 11. August 1933
- Missouri: 29. August 1933
- Arizona: 5. September 1933
- Nevada: 5. September 1933
- Vermont: 23. September 1933
- Colorado: 26. September 1933
- Washington: 3. Oktober 1933
- Minnesota: 10. Oktober 1933
- Idaho: 17. Oktober 1933
- Maryland: 18. Oktober 1933
- Virginia: 25. Oktober 1933
- New Mexico: 2. November 1933
- Florida: 14. November 1933
- Texas: 24. November 1933
- Kentucky: 27. November 1933
- Ohio: 5. Dezember 1933
- Pennsylvania: 5. Dezember 1933
- Utah: 5. Dezember 1933

Die Ratifizierung durch die erforderlichen 36 von (damals) 48 Bundesstaaten wurde am 5. Dezember 1933 mit der Ratifizierung durch Utah abgeschlossen. Anschließend wurde der Zusatzartikel noch von folgenden Bundesstaaten ratifiziert:
- Maine: 6. Dezember 1933
- Montana: 6. August 1934

Der Zusatzartikel wurde nicht ratifiziert von Georgia, Kansas, Louisiana, Mississippi, Nebraska, North Carolina, North Dakota, Oklahoma, South Carolina und South Dakota.